# إيما داروين
إيما داروين (بالإنجليزية: Emma Darwin) (8 أبريل 1964)؛ كاتِبة وروائية بريطانية.